# ヘフジバ・ミッション
ヘフジバ・ミッション（Hephzibah Faith Mission）は、戦前日本で活動したアメリカ合衆国の宣教団体である。旧約聖書のヒゼキヤ王の妻、マナセ王の母であるヘフジバの名前に由来する。
1893年にアイオワ州西南部ミヴーラ河沿いのテーボルで、敬虔主義流れを汲むドイツ系移民の中でリバイバルが起こった。その結果、アメリカでヘフジバ・ミッションが結成された。1894年(明治37年)に日本にもF・L・スメルサーら宣教師を派遣し、千葉県銚子、佐倉、潮来に伝道館教会を形成した。日本ホーリネス教会と協力して、ヘフジバ同盟と称した。
1925年に銚子、佐倉など5つが日本ホーリネス教会に加入し、一部は日本伝道隊に属した。

## 著名な牧師
- 平出慶一(後の、アライアンス神学校校長、成城キリスト教会の創設者)
- 舟喜麟一(後の、福音伝道教団の創設者)
- 井上伊之助(後の、台湾宣教師)